# Gustavo Haddad
Gustavo Haddad (Bauru, 13 de julho de 1976) é um ator brasileiro de teatro e televisão, conhecido principalmente por co-protagonizar diversas novelas do SBT, como Canavial de Paixões e Amor e Revolução. Teve passagens também por Globo e Record.

## Carreira
O interesse pelas artes teve início em Bauru, no interior de São Paulo, com textos teatrais indicados como exercício para as aulas de datilografia que praticava. Aos 13 anos, Haddad começou a fazer teatro em Bauru, em um grupo amador. A primeira oportunidade na TV aconteceu em 1995, em Malhação, na Rede Globo. Em 1998 se mudou para a Argentina onde atuou na novela infantil de grande sucesso Chiquititas, interpretando o carismático zelador Cadu. 
Em 2003, no SBT, ganhou a chance protagonizar Canavial de Paixões.
Depois foi para a Globo participar da novela Como uma Onda.
Em 2006 participou da novela Cidadão Brasileiro na Record. Ficou longe da TV por seis anos, retornando em 2011, novamente no SBT, como o romântico Mário, coprotagonista de Amor e Revolução.

## Vida Pessoal
Namorou com a atriz e ex-Miss Brasil Mundo Lyliá Virna, que conheceu durante as gravações de Dona Anja, em 1996.
Atualmente casado com a fitoterapeuta canábica, criadora da ONG Nagual Cannabis, Thabata Neder.
Gustavo Haddad atualmente tem dois filhos, uma filha chamada Aimee Neder Haddad de Souza, e um filho chamado Theodoro Neder Haddad de Souza.

## Filmografia

### Televisão
| Ano  | Título              | Personagem                    | Notas                    |
| ---- | ------------------- | ----------------------------- | ------------------------ |
| 1996 | Colégio Brasil      | Vinícius (Vini)               |                          |
| 1996 | Dona Anja           | Rodolfo Almeida               |                          |
| 1998 | Do Fundo do Coração | Benito Vasconcellos           |                          |
| 1998 | Chiquititas         | Carlos Eduardo Correia (Cadu) | Temporadas 2-3           |
| 1999 | Malhação            | Plínio                        |                          |
| 2001 | O Direito de Nascer | Horácio                       |                          |
| 2001 | A Padroeira         | Luiz Antunes                  |                          |
| 2002 | Pequena Travessa    | Igor                          |                          |
| 2003 | Canavial de Paixões | Paulo Giácomo                 |                          |
| 2004 | Como uma Onda       | Conrado Prata                 |                          |
| 2006 | Cidadão Brasileiro  | Agnaldo                       |                          |
| 2011 | Amor e Revolução    | Mário Luz                     |                          |
| 2013 | O Negócio           | Jaime, gênio da noite         | Episódio: "Brand Equity" |
| 2019 | Crimes.com          | Cléber                        | 1 episódio               |

### Cinema
| Ano  | Título                          | Personagem | Notas                |
| ---- | ------------------------------- | ---------- | -------------------- |
| 1998 | Caminho dos Sonhos              | Júlio      |                      |
| 2017 | Poente                          | David      | Curta-metragem       |
| 2018 | SP: Crônicas de uma cidade real | Alemão     | Segmento: "Extração" |

## Teatro[10]
- Píramo e Tisbe (1995)
- O Homem das Galochas (1997)
- O Jeca Voador e a Corte Celeste (2006)
- Volta ao Lar (2007)
- Hoje é Dia do Amor (2007)
- O Rei e a Coroa Enfeitiçada (2014)
- Navio Fantasma Holandês Voador (2015)
- Propriedades Condenadas (2015)
- Antes de Tudo (2015)
- Carta Rasgada (2016)
- Diálogos de Salomé com São João Batista (2016)
- Bull (2017)
- Visitando o Sr. Green (2017)
- Aprendiz de Maestro (2018)
- DuoSolo (2019)
- Erêndira - A incrível e triste história da Cândida Erêndira e sua avó desalmada [11](2019)